# Episodi di Resurrection Blvd. (prima stagione)
La prima stagione della serie televisiva Resurrection Blvd. è stata trasmessa in prima visione negli Stati Uniti dal 26 giugno 2000 al 22 gennaio 2001. In Italia è stata trasmessa da Rai 2 dal 18 aprile 2006.
| nº | Titolo originale       | Titolo italiano                         | Prima TV USA      | Prima TV Italia |
| -- | ---------------------- | --------------------------------------- | ----------------- | --------------- |
| 1  | Pilot: Part 1          | Un campione in famiglia (prima parte)   | 26 giugno 2000    | 18 aprile 2006  |
| 2  | Pilot: Part 2          | Un campione in famiglia (seconda parte) | 26 giugno 2000    | 20 aprile 2006  |
| 3  | Suenos                 | Una scoperta dolorosa                   | 3 luglio 2000     | 21 aprile 2006  |
| 4  | El Baile               | Ossessione                              | 10 luglio 2000    |                 |
| 5  | El Regreso de Paco     | Il ritorno di Paco                      | 17 luglio 2000    |                 |
| 6  | Negro y Moreno         | La vittoria di Alex                     | 24 luglio 2000    |                 |
| 7  | Dos Padres             | Il passato ritorna                      | 31 luglio 2000    |                 |
| 8  | Luchando               | Una bella fornaia                       | 7 agosto 2000     |                 |
| 9  | Cholitas               | Ragazze sbandate                        | 14 agosto 2000    |                 |
| 10 | Mascaras               | Un futuro migliore                      | 21 agosto 2000    |                 |
| 11 | Hermanos               | Vittime di guerra                       | 28 agosto 2000    |                 |
| 12 | Aniversario            | Triste anniversario                     | 5 novembre 2000   |                 |
| 13 | Comenzando De Nuevo    | Un nuovo inizio                         | 11 settembre 2000 |                 |
| 14 | Revelaciones           | Sensi di colpa                          | 4 dicembre 2000   |                 |
| 15 | Los Manos de Piedra    | Una vecchia amica                       | 11 dicembre 2000  |                 |
| 16 | No Te Muevas           | Non ti muovere                          | 18 dicembre 2000  |                 |
| 17 | Lagrimas en el Cielo   | James                                   | 1 gennaio 2001    |                 |
| 18 | La Visita              | L'ultima occasione                      | 8 gennaio 2001    |                 |
| 19 | Un Pacto con el Diablo | Il contratto                            | 15 gennaio 2001   |                 |
| 20 | Juntos                 | Tutti per la grande sfida               | 22 gennaio 2001   |                 |